# Sierra Madre Occidental
La Sierra Madre Occidental és una serralada que abasta tot l'oest de Mèxic. En els seus 1.500 km de llargària recorre els estats de Sonora, Chihuahua, Sinaloa, Durango, Zacatecas, Aguascalientes, Nayarit i Jalisco, lloc on s'uneix amb la Sierra Madre del Sur i l'Eix Volcànic Transversal. Cobreix 289.000 km² i ocupa la sisena part del territori mexicà. El seu punt més alt és el Cerro Gordo, a Durango, amb 3.352m.

## Cims més alts
Els principals cims, sense tenir en compte els cims secundaris, són:
- Cerro Gordo. 3.352 m
- Cerro Mohinora. 3.303 m
- Cerro Barajas. 3.294 m
- Cerro Pánfilo. 3.180 m
- Cerro El Táscate. 3.100 m
- Sierra Fría. 3.050 m
- Cerro Los Altares. 3.020 m
- Cerro Pimal. 3.000 m
- Cerro Alto Tapanco. 2.955 m
- Cerro Cabezón. 2.880 m

## Geologia
Des del punt de vista geològic no és una serralada, sinó més aviat un altiplà, creuat per nombrosos congostos que donen l'aparença de serralada. A partir del volcanisme es dipositaren capes de materials ignis de composició riolítica formant un gegantesc altiplà.

## Biologia
La Sierra Madre Occidental és el pulmó de la zona nord de Mèxic, coberta per grans boscos de pins, alzines i oyamel. La serralada acull nombroses espècies endèmiques, amb una àmplia varietat de flora i fauna. Segons el Biodiversity Management of the Madrean Archipelago Report de 1994 fins aquella data la Sierra Madre Occidental comptava amb més de set mil espècies de plantes, de las quals quatre mil eren endèmiques. S'hi troben fins a 15 espècies de pins i 25 d'alzines. Amb tot, l'explotació forestal sense control dels darrers 120 anys ha deteriorat considerablement l'ecosistema, acabant amb nombroses espècies i posant-ne d'altres al límits de l'extinció.